# Antonio Rumeu de Armas
Antonio Rumeu de Armas (Santa Cruz de Tenerife, 18 de enero de 1912-Madrid, 9 de junio de 2006) fue un historiador y académico español.

## Biografía
Estudió la carrera de Filosofía y Letras y la de Derecho en la Universidad Central de Madrid y se doctoró en Derecho y en Filosofía y Letras. Ocupó las cátedras de Historia de España en las universidades de Granada y Barcelona y la de Historia Moderna de España en la Universidad Complutense de Madrid.
Especializado en historia de América y de las Islas Canarias, fue profesor extraordinario en la Universidad de Georgetown en Estados Unidos y de la Escuela Diplomática en España. En varios países latinoamericanos —México, Argentina, Perú, Colombia y Chile— fue nombrado académico de número en sus correspondientes academias de la historia.
Elegido académico numerario de la Real Academia de la Historia en 1968, tomó posesión del cargo el 22 de noviembre de 1970; fue presidente de la academia entre 1986 y 1989 y entre 1995 y 1998. Fue fundador del Anuario de Estudios Atlánticos, y dirigió también las revistas Hispania y Cuadernos de Historia, editadas por el Consejo Superior de Investigaciones Científicas.

## Premios y distinciones
Obtuvo el Premio Nacional de Literatura en 1955 y el Antonio de Nebrija en 1965. Fue nombrado doctor honoris causa tanto por la Universidad de La Laguna, por la Universidad Politécnica de Madrid (2002), y por la Universidad de Las Palmas de Gran Canaria (2004). Fue condecorado con las medallas de la Orden de Isabel la Católica y de Alfonso X el Sabio.

## Obra
De su extensa obra destacan 
- Historia de la censura gubernativa en España (1940)
- Historia de la previsión social en España (1942)
- Los seguros sociales en nuestro pasado histórico (1942)
- Colón en Barcelona (1944)
- Piraterías y ataques navales contra las islas Canarias (1947)
- Código del trabajo del indígena americano (1953)
- El testamento político del conde de Floridablanca (1962)
- Un escrito desconocido de Cristóbal Colón: el memorial de la Mejorada (1972)
- El Obispado de Telde
- La conquista de Tenerife
- El Real Gabinete de Máquinas del Buen Retiro
- La invasión de Las Palmas por el almirante holandés Van der Does en 1599, última obra publicada en 1999.